# Emberi jogok Ugandában
Uganda sajnos problémákkal küszködik az emberi jogok terén. Ilyen nehézségek például a szennyvízelvezetés hiányossága, vagy a higiéniai körülmények biztosítása. Ennek ellenére a Relief Web (amely a legnagyobb humanitárius szervezet) jelentős fejlődést mutatott ki az országban.
Egy vitatott választási kampány után Yoweri Museveni régi-új államfőt újraválasztották, a választást alaposan megvizsgálta az Amnesty International nevű szervezet, és hitelesnek tartotta a választás kimenetelét. Annak ellenére, hogy nem talált választási csalást, a szervezet aggodalmát fejezte ki a sajtószabadság korlátozása miatt.

## Konfliktusok északon
Mióta 1986 óta lázadások vannak Uganda északi területein a jelenlegi elnök, Yoweri Museveni ellen, tízezrek haltak meg és 2 millióan lettek földönfutóvá a konfliktusok miatt. Becslések szerint 67 000 gyermeket soroztak be az Úr Ellenállási Hadseregébe 1987-től számítva.
2006-ban az elnök aláírt egy megállapodást egy sikeres hadjárat következtében, amit az Ugandai Népi Védelmi Erő nyert meg, így megszűnt az erőszak. A konfliktus következtében csak tizedével nőtt a gazdaság, hátráltatta a fejlődést az érintett területeken és számos alkalommal megsértették az emberi jogokat. Hat évvel a fegyverszünet aláírása után sokan visszatértek otthonaikba. Ezt követően rehabilitációs és vidékfejlesztési program indult. Azt is elismerte mind az ugandai kormány, mind az Egyesült Nemzetek Szervezete, hogy ez a munka folyamatban van, és hogy jelentős javulásokat kell elérni.

## A melegek üldözése
2009 októberében az Ugandai Parlament törvényjavaslatot terjesztett elő Homoszexualitás-ellenes Törvény 2009 (Anti-Homosexuality Bill 2009) névvel. E törvény értelmében a homoszexuálisok büntetése halál. A törvényjavaslat az is előírta, hogy ha bármelyik állampolgár gyanítja egy másik állampolgárról, hogy ő meleg, akkor azt köteles bejelenteni a rendőrségen. A törvény annyira radikális változásokat tartalmazott, hogy semmilyen nyilvános vitát nem lehet tartani a témával kapcsolatosan.
A nemzetközi sajtó erősen ellenezte a törvény elfogadását, és aggódott a törvény elfogadása miatt. Még az Amerikai Egyesült Államok elnöke, Barack Obama is szégyenteljesnek nevezte a törvényt.
2012 március 7.-én egy országgyűlési képviselő újra előterjesztette a törvényjavaslatot. Javaslatot hosszú viták követték. A törvény végül a kilencedik parlamenti ciklusban lett elfogadva, de az érintettek csak életfogytiglant kaptak. Még ezt a törvényt is igen sokan bírálták. Az ugandai kormány egy nyilatkozatban válaszolt a bírálatokra. Az áll benne, hogy a törvényjavaslatot nem pártpolitika miatt hozták meg, hanem azért mert egy közéleti problémáról van szó. A törvényjavaslatot azonban még az elnöknek is el kellett fogadni, hogy a törvény életbe lépjen.
2014 február 24.-én Yoweri Museveni elnök aláírta a sokat vitatott törvényt. A következő napon a bulvárlapok Piros Paprika (Red Pepper) néven közzétett egy listát, amelyen 200 homoszexuális ember neve olvasható.
A törvény aláírása után a nyugati országok felfüggesztették az Ugandának küldött támogatásukat. Ilyen ország volt Svédország, az USA, vagy Hollandia. A Világbank pedig elhalasztotta az Ugandának szánt 90 millió dolláros kölcsönt, amellyel az ottani egészségügyet akarták fejleszteni.

## Politikai szabadságjogok
2005 áprilisában két ellenzéki parlamenti képviselőt (Ronald Reagan Okumu és Michael Nyeko Ocula) letartóztattak. A kormányzó Nemzeti Ellenállási Mozgalom úgy gondolta, hogy ők ketten és pártjuk, a Fórum a Demokratikus Változásért (FDC) nevű párt jelentik a legnagyobb veszélyt Yoweri Museveni 2006-os újraválasztásához.
A legjelentősebb kihívója Museveni elnöknek Kizza Besigye volt, aki három választáson is vereséget szenvedett. A legutóbbi veresége után, amely a 2011-es választások alkalmával történt, megkért minden FDC tagot, hogy a választást követő ülésen a tagok bojkottálják az eredményt, és ne foglalják el helyüket a parlamentben, de erre az FDC tagok nem voltak hajlandóak. Ezt követően Kizza Besigye lemondott. Besigye kiemelkedő személyiség, az elnök legerősebb ellenfele. Több incidensről megállapította, hogy megszegték a politikai szabadságjogokat. Például 2011-ben hazaárulás miatt letartóztattál, de a bíróság szabadon engedte, mert nem talált bűnre utaló jeleket.

## Rangsorolás
A táblázat a Freedom House által készített eredményeket mutatja be emberi jogok terén. (1 a legjobb, 7 a legrosszabb).
| Év   | Politikai jogok | Polgári jog | Státusz        | Elnök           |
| 1972 | 7               | 7           | Nem szabad     | Idi Amin Dada   |
| 1973 | 7               | 7           | Nem szabad     | Idi Amin        |
| 1974 | 7               | 7           | Nem szabad     | Idi Amin        |
| 1975 | 7               | 7           | Nem szabad     | Idi Amin        |
| 1976 | 7               | 7           | Nem szabad     | Idi Amin        |
| 1977 | 7               | 7           | Nem szabad     | Idi Amin        |
| 1978 | 7               | 7           | Nem szabad     | Idi Amin        |
| 1979 | 6               | 6           | Nem szabad     | Idi Amin        |
| 1980 | 4               | 4           | Nem szabad     | Godfrey Binaisa |
| 1981 | 5               | 5           | Részben szabad | Milton Obote    |
| 1982 | 5               | 5           | Részben szabad | Milton Obote    |
| 1983 | 4               | 5           | Részben szabad | Milton Obote    |
| 1984 | 4               | 5           | Részben szabad | Milton Obote    |
| 1985 | 5               | 4           | Részben szabad | Milton Obote    |
| 1986 | 5               | 4           | Részben szabad | Tito Okello     |
| 1987 | 5               | 4           | Részben szabad | Yoweri Museveni |
| 1988 | 5               | 5           | Részben szabad | Yoweri Museveni |
| 1989 | 6               | 4           | Részben szabad | Yoweri Museveni |
| 1990 | 6               | 5           | Részben szabad | Yoweri Museveni |
| 1991 | 6               | 6           | Nem szabad     | Yoweri Museveni |
| 1992 | 6               | 5           | Nem szabad     | Yoweri Museveni |
| 1993 | 6               | 5           | Nem szabad     | Yoweri Museveni |
| 1994 | 5               | 5           | Részben szabad | Yoweri Museveni |
| 1995 | 5               | 4           | Részben szabad | Yoweri Museveni |
| 1996 | 4               | 4           | Részben szabad | Yoweri Museveni |
| 1997 | 4               | 4           | Részben szabad | Yoweri Museveni |
| 1998 | 4               | 4           | Részben szabad | Yoweri Museveni |
| 1999 | 5               | 5           | Részben szabad | Yoweri Museveni |
| 2000 | 6               | 5           | Részben szabad | Yoweri Museveni |
| 2001 | 6               | 5           | Részben szabad | Yoweri Museveni |
| 2002 | 6               | 4           | Részben szabad | Yoweri Museveni |
| 2003 | 5               | 4           | Részben szabad | Yoweri Museveni |
| 2004 | 5               | 4           | Részben szabad | Yoweri Museveni |
| 2005 | 5               | 4           | Részben szabad | Yoweri Museveni |
| 2006 | 5               | 4           | Részben szabad | Yoweri Museveni |
| 2007 | 5               | 4           | Részben szabad | Yoweri Museveni |
| 2008 | 5               | 4           | Részben szabad | Yoweri Museveni |
| 2009 | 5               | 4           | Részben szabad | Yoweri Museveni |
| 2010 | 5               | 4           | Részben szabad | Yoweri Museveni |
| 2011 | 5               | 4           | Részben szabad | Yoweri Museveni |
| 2012 | 5               | 4           | Részben szabad | Yoweri Museveni |
| 2013 | 5               | 4           | Részben szabad | Yoweri Museveni |
| 2014 | 6               | 4           | Részben szabad | Yoweri Museveni |

## Lásd még
- Uganda politikai élete
- Emberi jogok